# Héry (Yonne)
Héry es una localidad y comuna francesa situada en la región de Borgoña, departamento de Yonne, en el distrito de Auxerre y cantón de Seignelay.

## Demografía
| 1150 | 1251 | 1283 | 1460 | 1494 | 1456 | 1528 | 1601 | 1562 | 1657 | 1662 | 1626 | 1588 | 1536 | 1488 | 1368 | 1348 | 1319 | 1318 | 1258 | 1258 | 1202 | 1263 | 1157 | 1162 | 1209 | 1337 | 1401 | 1383 | 1520 | 1635 | 1739 | 1828 | 1840 |
| Para los censos de 1962 a 1999 la población legal corresponde a la población sin duplicidades (Fuente: INSEE [Consultar]) |      |      |      |      |      |      |      |      |      |      |      |      |      |      |      |      |      |      |      |      |      |      |      |      |      |      |      |      |      |      |      |      |      |

Gráfico de evolución demográfica de la comuna desde 1793 hasta 2006